# みっきぃバス

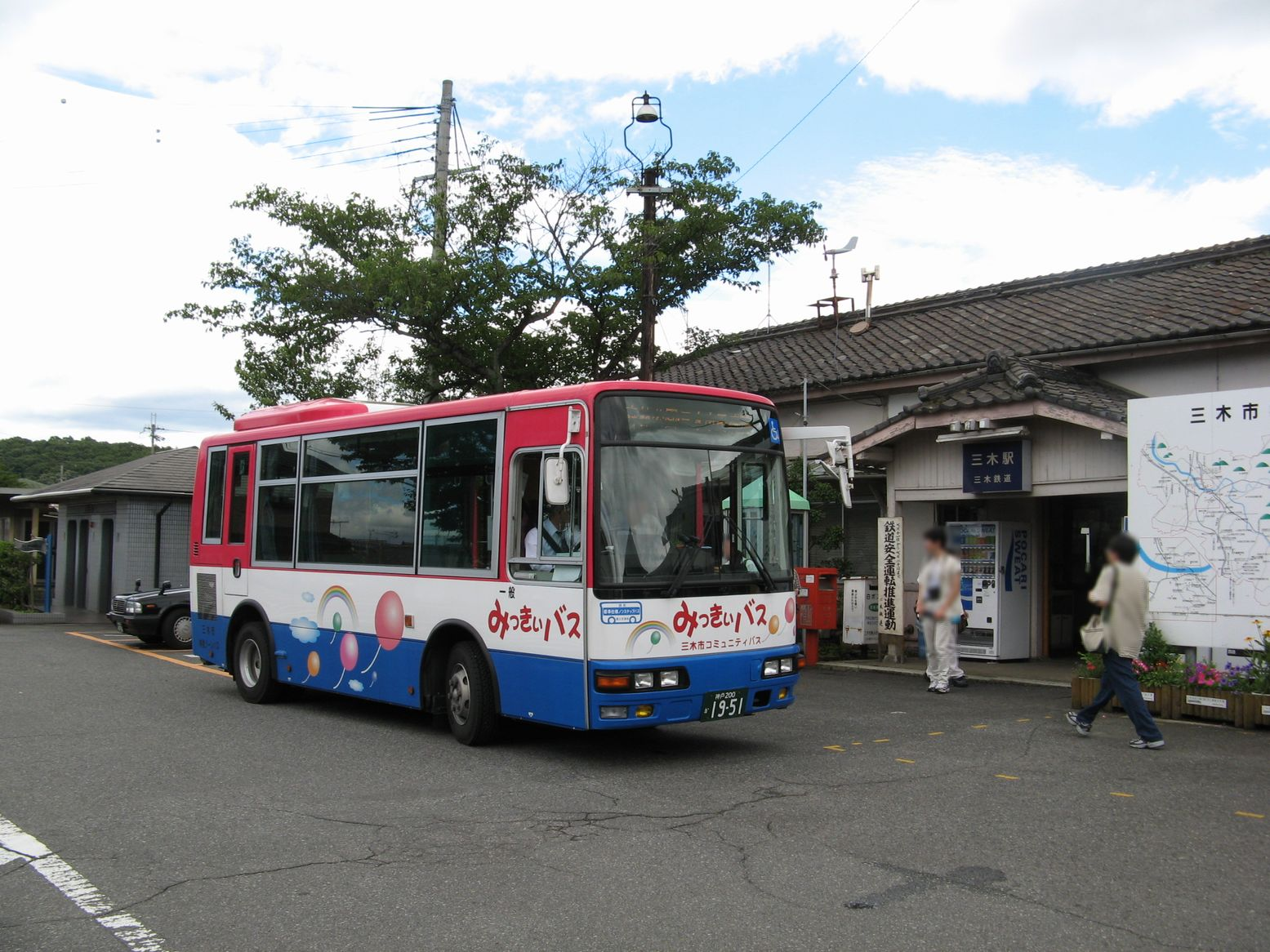
三木鉄道三木駅前にて（2007年7月）

みっきぃバスは、かつて兵庫県三木市で2015年（平成27年）9月30日まで運行していたコミュニティバス。廃止翌日以降もバスの塗装と路線はそのまま引き継がれ、一般路線として運行している。運行は全路線、神姫ゾーンバスに委託していた。
以下は廃止前の情報である。

## 概要
2006年2月に運行開始された。三木市では月間乗客目標を5,000人としているが、乗客数は好調に推移している。2007年11月、乗客数が過去最高の月間6,281人（試行ルートを除く）を記録した。
- ルートの一部は神戸電鉄粟生線と並行しているが、150円均一（一部区間を除く）という料金の安さと乗り換えなしで市の中心部に行けることから、同線と比較して利便性が高い。

三木市バス交通の見直しにより、路線バス、コミュニティバスの区分をなくし全てのバスを一般路線バスとして運行することとなり、2015年9月にコミュニティバスとしての形態での運行を終えた。

## 沿革
- 2006年2月 - 運行開始。
  - 運行開始に伴い、神姫ゾーンバス三木市役所線4系統が廃止となった。
- 2007年8月1日 - 「別所ルート」の試行運行を開始。
  - 当初は2008年1月31日までの半年間の予定だったが、好評のため同年3月31日まで運行期間が延長された。
- 2007年12月6日 - よかたん（吉川温泉）行きが木曜日も運行されるようになる。
- 2008年4月1日 - ICカード「NicoPa」の利用を開始。また、三木鉄道代替バスの運行に伴い「別所第1ルート」を短縮。別所第1、第2ルートを増便。
- 2008年10月3日 - 「別所第2ルート」に「小林東交差点」バス停を追加。
- 2009年2月1日 －　車両の内外に掲出される広告の申し込みが開始された。
- 2009年4月1日 -　路線番号表示が導入される。（運行ルートを参照のこと）
- 2009年10月1日 -　大二谷線の渡瀬-大二谷線間休止
- 2009年11月5日 - 三木南ルート運行開始、市民病院を通る全ルートに「上津橋東」バス停を設置。
- 2010年11月1日 - 別所第1ルート　鳥町南バス停を移転。これに伴い和田～鳥町バス停間でルート変更。
- 2011年12月29日 - 三木南ルート休止
- 2012年1月4日- 「のじぎく療育センター前」を「のじぎく特別支援学校前」、「三木鉄道三木駅」を「三木鉄道記念公園前」にバス停の名称を変更
- 2012年1月5日- 平井・与呂木ルート運行開始
- 2013年10月1日 -　三木市民病院廃院に伴うルート、ダイヤ変更。朝日が丘線運行開始。
  - 青山5丁目～森林公園～三木営業所を森林公園までに短縮
- 2013年10月2日 - みっきぃバスとは別に市内各地から小野市に出来た北播磨総合医療センター行きの直行バスの運行が開始。
- 2014年4月1日 - 青山5丁目～森林公園の一部便を関西国際大学を通るルートに変更。また三木循環ルート(56,71,72)に「大開町」バス停が設置される。
- 2014年9月1日 - 青山5丁目～森林公園の一部便（センター前・関西国際大学経由）を三木営業所まで延長。（予定）
- 2015年9月30日 - 三木市バス交通の見直しによる路線バス一本化でコミュニティバスが実質廃止となる。

## 車両
神姫ゾーンバスおよび神姫バスが運用する専用バス（計5台）が使用され、いずれも専用の塗装が施されている。
- 神姫ゾーンバス所属車 - エアロミディME1台、エアロミディMK2台

※車検などで使用できないときは、神姫バス標準カラーのエルガミオが代走する。
- 神姫バス所属車 - エアロミディME1台（別所ルート、木曜日のよかたん線に使用）、エルガミオ1台（大二谷線用）

※車検などで使用できないときは、神姫バス標準カラーの小型バスが代走する。

## 運賃
全線が後乗り・前降り。料金は後払いである。
均一料金だが、よかたん線および大二谷線は距離制の運賃制度が採られており、乗車時に整理券を取らなければいけない区間がある。
- 均一区間（よかたん線、大二谷線を除く全路線）
  - 大人：150円
  - 小人（小学生以下）・身体障害者手帳などの所持者および介護人：80円
  - 幼児（1歳以上小学生の年齢未満）は、大人の同乗があれば1人無料。乳児（1歳未満）は無料。
- よかたん線[4]
  - 大人：150円-450円
  - 小人・身体障害者手帳等の所持者および介護人：80円-230円
- 大二谷線[5]
  - 三木営業所-上の丸間：大人150円、大二谷-細川町公民館区間：大人150円-250円で設定。区間外は一般路線バス料金。
  - 小人・身体障害者手帳等の所持者および介護人は半額。

※全路線とも、幼児（1歳以上小学生の年齢未満）は大人の同乗があれば1人無料
※山田錦まつり（3月上旬に開催）および三木金物まつり（11月上旬に開催）のさいは、一部路線で無料運行される。

### 乗継割引
2014年4月1日から青山5丁目～森林公園(53,54,57,58)から三木循環ルート(71,72)、恵比須駅～三木営～平井ぶとう園前(56)、別所第1ルート(61)、別所第2ルート(62)またはその逆へ乗り継ぐ場合、乗り継ぐバスの料金が無料の対象となる。

### ICカード
ICカード「NicoPa」が使用できる（ただし、乗り継ぎ割引は適用されない）ほか、PiTaPa、ICOCAの使用も可能。

## 路線

### 運行ルート
2014年4月1日現在。
- 正月三が日は全便運休となる。
- 【】内の数字は路線番号表示

#### 平日
（平日共通）
■青山5丁目～緑が丘駅～東自由が丘～志染駅～恵比須駅～三木市役所～森林公園【53】【54】
■青山5丁目～関西国際大学～緑が丘駅～東自由が丘～志染駅～恵比須駅～三木市役所～森林公園【57】【58】
※三木市役所止まりの便もある。
■三木営業所～三木本町～朝日が丘（朝日が丘線）【63】
■大二谷～細川町公民館～三木営業所（大二谷線）
■恵比須駅～三木営業所～三木鉄道記念公園～恵比須駅【71】【72】
■平井ぶどう園～青葉台～与呂木～恵比須駅～三木営業所～三木鉄道記念公園～恵比須駅【56】

#### 土曜日、日曜日、祝日
（土曜日、日曜日、祝日共通）
■青山5丁目～緑が丘駅～東自由が丘～志染駅～恵比須駅～三木市役所～森林公園【53】【54】
■三木営業所～三木本町～朝日が丘（朝日が丘線）【63】
■大二谷～細川町公民館～三木営業所（大二谷線）
■恵比須駅～三木営業所～三木鉄道記念公園～恵比須駅【71】【72】
（日曜日のみ）
■三木営業所～よかたん（よかたん線）【50】
（土曜日、日曜日のみ）
■恵比須駅～道の駅みき～三木ホースランドパーク～森林公園～恵比須駅（三木別所観光ルート、左回り）【77】
■恵比須駅～森林公園～三木ホースランドパーク～道の駅みき～恵比須駅（三木別所観光ルート、右回り）【76】

#### 平日、祝日共通
（月、水曜日のみ）
■下石野公民館前～正法寺～三木営業所～恵比須駅～三木市役所（別所第１ルート）【61】
（火、金曜日のみ）
■相野～小林～さつき台～三木市役所～三木営業所（別所第２ルート）【62】
（木曜日のみ）
■三木営業所～よかたん（よかたん線）【50】

### 鉄道との接続
- 神戸電鉄粟生線
  - 恵比須駅・ 志染駅・緑が丘駅・三木上の丸駅 ・三木駅（全ての路線が接続するわけではない）

## 沿線施設との協同企画
- よかたん（吉川温泉）までの往復乗車券と入浴券がセットになったチケットが1,000円で発売されており、車内で購入可能。
- 道の駅みきや三木ホースランドパークの特典として、同施設までみっきぃバスを利用して来訪すると粗品をもらえることがある。

## その他
- 三木市で運行されているが、朝夕の時間帯は出庫、入庫の関係で隣接する神戸市西区でも車両を見ることができる。
- ルートによっては同じ停留所を2回通過する。この場合はどちらでも乗降できる。
- 路線の大半が運営主体である三木市内にあるが一部は市外を走行する。なお、市外に設置されたバス停もある（広野高原病院前・のじぎく特別支援学校前バス停は神戸市西区（同市との境界付近）に、相野東バス停（別所第2ルート）は稲美町にある）。また市内にあるが、別所第1ルートの正法寺古墳公園前バス停は小野市との境界付近にある。
- 一般路線バス（恵比須快速線や三木鉄道代替バスなど）とルートの一部が重なっているが　料金体系は異なっている（例；恵比須駅－三木市役所前の区間では、みっきぃバスは150円に対し、三木鉄道代替バスは160円となっている）。